# Horia Stoicanu
Horia Stoicanu (n. 29 septembrie 1949, București, România – d. 25 martie 2020, București, România) a fost un compozitor, textier, solist vocal și instrumentist (chitară) român, reprezentant al generației care a pus bazele mișcării folk din România (alături de artiști precum Nicu Vladimir, Doru Stănculescu, Mircea Vintilă, Dorin Liviu Zaharia, Vali Sterian sau Mircea Florian ).
De-a lungul timpului, susține concerte în Club A, Club Z, Cenaclul „Amfiteatru”, Cenaclul „Flacăra”, Cenaclul „Columna”, Serile Costinești, Tabăra de Muzică Folk de la Calafat, Festivalul „Poarta Sărutului” Tg. Jiu, ș.a
Compune pentru el însuși și pentru alți colegi de breaslă în manieră integrală (muzică și text).
Îmbogățește repertoriul trupei Pasărea Colibri și al interpretului Mircea Vintilă cu numeroase piese ce au devenit adevărate hituri.
Este absolvent al Facultății de Litere din cadrul Universității București, promoția 1975. Filolog ca formație, se manifestă și ca traducător, publicist, critic muzical ș.a.

## Activitate muzicală
Pasiunea pentru muzică se dezvoltă încă din copilărie. Studiază pianul și chitara de la vârsta de 15 ani.
Debutează oficial ca solist folk în anul 1975 în cadrul unui spectacol muzical pe scena Teatrului Ion Creangă, București.
În anul 1982 colaborează cu Teatrul de Comedie București, semnând muzica spectacolului "Sentimental Tango" de Teodor Mazilu (R.: Alexandru Colpacci; în distribuție: Stela Popescu, Vasilica Tastaman, Iarina Demian).
În anul 1990, participă la evenimentele din Piața Universității și compune piesa „Democrați, fiți cu toții frați!”, difuzată de la balcon.
Concepe, alături de Paul Nancă și Mircea Vintilă, albumul colectiv „Din darul magilor, vol. I”. Ideea titlului îi aparține și este prezent pe acest material cu piesele “De Ajun” și „Ce copil e mama mea”
În 1997 inițiază “Gruparea Gemina”, cu scopuri meloterapeutice și de solidaritate socială.
Apare pe discurile de colecție "Cenaclul Flacăra" (vol. 4 și 10) cu piesele „Lapte de lupoaică” și „Sala pașilor Pierduți”.
În toamna anului 2010 finalizează înregistrările pentru primul album de autor ce se va intitula „Cireșe amare” și va cuprinde 12 piese neimprimate până acum pe niciun material discografic.

### Colaborări discografice
- Compune muzică și texte pentru albumul „Cântece de bivuac” (1999, Roton)  al trupei Pasărea Colibri (piese: „Pe Corso”, „Dragostea e o salată”, „38”)
- Este coautor al albumului „Madama de Pică” lansat de Mircea Vintilă în anul 2000 la casa de discuri Roton.
- Compune muzică și texte pentru albumul „Înca 2000 de ani” (Roton, 2002)  al trupei Pasărea Colibri (piese: „Cardio”, „Închis în paradis”, „La Primărie”).
- Coautor al albumului „Toți într-o barcă” lansat de Mircea Vintilă la casa de discuri Intercont Music în anul 2003.

## Activitate literară, traduceri, publicistică
În 1990, în timpul evenimentelor din Piața Universității publică articole politice în ziarul „Dreptatea”
Traduce „Războiul iudaic” de Flavius Iosephus, publicat în foileton, fragmentar, în anul 1991 de revista „Convorbiri literare și critice”.
În 1993 finalizează, împreuna cu traducătoarea Alexandra Cipăianu Hendartono lucrarea „Lirica indoneziană: Succint expozeu general asupra Indoneziei și traduceri” (Editura: Polidor, 1993) semnând de asemenea prefața.
Realizează traducerea și adaptarea în limba română modernă a capodoperei cantemirene „Istoria ieroglifică” (Editura Alma-Tip, București, 2001, prefață Mircea Coloșenco).
Publică articole de critică muzicală în presa online, precum și pe blogul personal.

## Album
- Cireșe amare (CD, EL-Ra Consult, 2011)

## Piese din repertoriu
- „Sala pașilor pierduți”
- „De Ajun”
- „Ce copil e mama mea”
- „La Rasărit”
- „Lapte de lupoaică”
- „Balada contabilului șef”
- „Urmărit”
- "Calea"